# Café com Leite (álbum)
Café com Leite é o vigésimo primeiro álbum de estúdio de canções cantadas em português gravado pela cantora brasileira Simone e foi lançado em 1996 pela Polygram. O álbum é um tributo a obra de Martinho da Vila. O homenageado canta com Simone na última faixa, que na realidade é um fonograma do álbum Casa de Samba do mesmo ano. Café com Leite alcançou a marca de 600 mil cópias rendendo à Simone disco duplo de platina. "Se Eu Soubesse Que Tu Vinhas" e "Café com Leite" eram canções inéditas até então.

## Faixas
- Todas as faixas foram escritas por Martinho da Vila. Parceiros estão marcados.

| N.º | Título                                                            | Duração |  |
| 1.  | "Café com Leite" (Zé Catimba)                                     | 0:40    |  |
| 2.  | "Beija, Me Beija, Me Beija" (Zé Catimba)                          | 4:20    |  |
| 3.  | "Meu Laiá-raiá"                                                   | 5:07    |  |
| 4.  | "Madalena do Jucu" (Associação dos Congadeiros do Espírito Santo) | 4:16    |  |
| 5.  | "Disritmia"                                                       | 3:47    |  |
| 6.  | "Se Eu Soubesse Que Tu Vinhas" (Élton Medeiros)                   | 3:45    |  |
| 7.  | "Samba da Cabrocha Bamba"                                         | 4:20    |  |
| 8.  | "Canta, Canta, Minha Gente"                                       | 4:33    |  |
| 9.  | "Quem É do Mar Não Enjoa"                                         | 4:25    |  |
| 10. | "Iaiá do Cais Dourado" (Rodolfo)                                  | 3:57    |  |
| 11. | "Maré Mansa (Mar Calmado)" (Paulinho da Viola)                    | 3:37    |  |
| 12. | "Ex-amor"                                                         | 5:10    |  |